# 栗原雅樹
栗原 雅樹（くりはら まさき、1960年8月27日 - ）は、埼玉県出身のプロゴルファー。

## 来歴
熊谷商高時代の1978年には日本ジュニアで優勝し、専修大学時代の1979年には関東学生で同大学の羽川豊と並ぶ3位タイに入り、1984年にプロ入りする 。
1984年のNST新潟オープンでは初日を河野高明・尾崎健夫・新井規矩雄・井上幸一・藤木三郎・平林孝一と共に67の6位タイでスタートし、2日目も平林と共に67で安田春雄・飯合肇に次ぐ3位タイに着け、3日目も68をマークしたが、最終日には藤木・井上・安田・前田新作・高橋勝成・文山義夫に次ぐと同時に飯合・金井清一・海老原清治・白石達哉・安達典夫を抑えて7位に入った。
1984年の埼玉オープンでは初日に67をマークして首位、1990年のテーラーメイド瀬戸内海オープンでは初日を加瀬秀樹・中村通・東聡と並んで杉田勇の2位タイでスタートした。
1988年の埼玉オープンでは初日を西川哲と共に69をマークして5位タイでスタートし、最終日には友利勝良・川俣明と並んでの6位タイに入った。
※1996年のミズノオープンを最後にレギュラーツアーから引退。
現在は富山県高岡市のインドア練習場「Golfer's takaoka」レッスンプロ。